# Christina Remmer
Gunn Ragnhild Christina Remmer, född 29 april 1941 i Mariehamn, död 2016, var en finländsk bibliotekarie och författare.
Remmer blev filosofie magister 1987. Hon var 1981–2004 verksam som bibliotekarie vid Ålands museum.
Hon skrev en rad kulturhistoriska verk, där hon lyfte fram ett förflutet Åland. Krönika omkring ett Societetshus (1983) följdes av bland annat Prästgårdar på Åland (1986), Krönika kring ett badhus (1989) och Miramar (1996), som handlar om en klassisk, numera riven danskrog i Mariehamn. Hon sammanställde även, tillsammans med Åsa Ringbom, flera volymer i serien Ålands kyrkor.